# Crystal Cox
Crystal Cox, född den 28 mars 1979, är en amerikansk friidrottare som tävlar i kortdistanslöpning.
Cox deltog vid inomhus-VM 2004 i Budapest på 200 meter men blev utslagen i försöken. Vid Olympiska sommarspelen 2004 ingick hon i det amerikanska stafettlaget på 4 x 400 meter. Hon sprang bara i försöken och laget vann till slut guld. 
Cox har även deltagit i den amerikanska versionen av Expedition Robinson.

## Personliga rekord
- 100 meter - 11,31
- 200 meter - 22,58
- 400 meter - 50,52